# محمد جمال جرار
محمد جمال جرار (انگلیسی: Mohammad Jamal؛ زادهٔ ۱۶ فوریهٔ ۱۹۷۶) بازیکن فوتبال اهل اردن بود.
از باشگاه‌هایی که در آن بازی کرده‌است می‌توان به باشگاه ورزشی الوحدات و باشگاه فوتبال الشباب اردن اشاره کرد.
وی همچنین در تیم ملی فوتبال اردن بازی کرده‌است.